# خوزه رامون ایازمندی
خوزه رامون ایازمندی (انگلیسی: José Ramón Eizmendi؛ زادهٔ ۲۹ اوت ۱۹۶۰) بازیکن فوتبال اهل اسپانیا است.
از باشگاه‌هایی که در آن بازی کرده‌است می‌توان به باشگاه ورزشی تنریف، باشگاه فوتبال رئال اویدو، و باشگاه فوتبال خرز اشاره کرد.